# كيان أبو عمرة
أَبُو عَمْرَةَ كَيْسَان[بحاجة لمصدر] هو صاحب شرطة المختار الثقفي في الكوفة. كان إلى جانب المختار وشارك في قتال قتلة الإمام الحسين بن علي ومن أبرزهم الشمر بن ذي الجوشن وعمر بن سعد قُتل من قبل خيالة جيش مصعب بن الزبير في معركة المذار بالقرب من الكوفة عام 67 هـ ومعه مجموعة من الموالي بعد أن امرهم أحمر بن شميط بالترجل عن جيادهم والنزول إلى ساحة المعركة. قتل سنان بن أنس النخعي بمدينة بالقرب من الكوفة، كما حاول قتل حرملة لكن حرملة قتل ابنه حيدر وامرأته شيرين، حاول الذهاب إلى الطف ليساند الحسين بن علي لكنه أضاع الطريق.